# Gnaphosa
Gnaphosa là một chi nhện trong họ Gnaphosidae.

## Hình ảnh

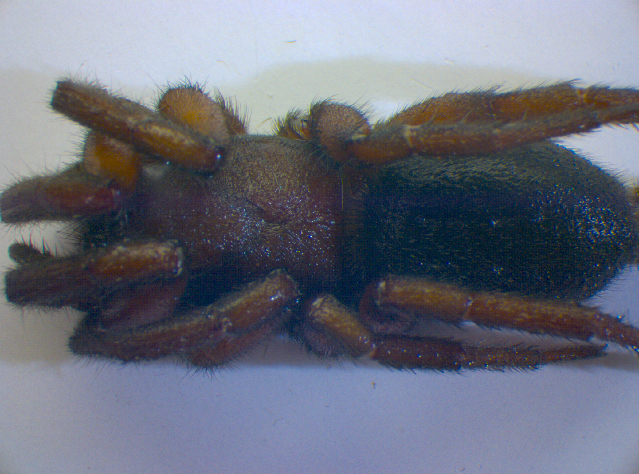